# Francesco Maria Brancaccio
Francesco Maria Brancaccio, italijanski rimskokatoliški duhovnik, škof in kardinal, * 15. april 1592, Canneto, † 9. januar 1675, Rim.

## Življenjepis
21. septembra 1619 je prejel duhovniško posvečenje.
9. avgusta 1627 je bil imenovan za škofa Capaccia; s tega položaja je odstopil 12. februarja 1635.
28. novembra 1633 je bil povzdignjen v kardinala in imenovan za kardinal-duhovnika Ss. XII Apostoli; pozneje (2. julija 1663) je bil imenovan še za kardinal-duhovnika S. Lorenzo in Lucina.
Med 13. septembrom 1638 in 2. junijem 1670 je bil škofa Viterbe e Tuscanie.
Pozneje je bil imenovan še na tri škofovsko položaje:
- škofija Sabina (11. oktober 1666),
- škofija Frascati (30. januar 1668) in
- škofija Porto e Santa Rufina (18. marec 1671).